# Illot de Binissafúller
L'illot de Binissafúller es troba al sud-est de Menorca
Té una extensió d'1,74 hectàrees, està a una distància de 109 m de Menorca i la seva altitud màxima és a 2,93 m. No està habitat.